# (5354) Hisayo
(5354) Hisayo es un asteroide perteneciente al cinturón de asteroides, descubierto el 30 de enero de 1990 por Seiji Ueda y el astrónomo Hiroshi Kaneda desde el Kushiro Marsh Observatory, Hokkaido, Japón.

## Designación y nombre
Designado provisionalmente como 1990 BJ2. Fue nombrado Hisayo en honor a Hisayo Kaneda, hija del astrónomo Hiroshi Kaneda.

## Características orbitales
Hisayo está situado a una distancia media del Sol de 3,192 ua, pudiendo alejarse hasta 3,366 ua y acercarse hasta 3,018 ua. Su excentricidad es 0,054 y la inclinación orbital 4,907 grados. Emplea 2083,86 días en completar una órbita alrededor del Sol.

## Características físicas
La magnitud absoluta de Hisayo es 12. Tiene 15,61 km de diámetro y su albedo se estima en 0,126. 